# Équipe de Palestine de football
Cet article traite de l'équipe masculine. Pour l'équipe féminine, voir Équipe de Palestine féminine de football.
Maillots
L'équipe de Palestine de football (en arabe : منتخب فلسطين لكرة القدم) est constituée par une sélection des meilleurs joueurs palestiniens sous l'égide de la fédération de Palestine de football et représente le pays lors des compétitions régionales, continentales et internationales depuis sa création en 1928. Les Lions de Canaan, comme les surnomment leurs supporters en référence à la région de Canaan, une région du Proche-Orient, disputent leurs rencontres à domicile au stade international Faisal Al-Husseini, situé dans la banlieue proche de Jérusalem au sein de la ville d'Al-Ram. Les Palestiniens ont terminé l'année 2024 au 101e rang mondial du classement FIFA et au 16e rang asiatique.

## Histoire

### L'équipe nationale de Palestine mandataire (1928-1940)
L'actuelle équipe de Palestine de football ne doit pas être confondue avec l'équipe nationale de la Palestine Football Association (PFA) durant le mandat britannique en Palestine et fondée en 1928 par Yosef Yekoutieli qui regroupait les clubs juifs, arabes et britanniques de l'époque. Cette équipe de football, reconnue par la FIFA, était « composée exclusivement de joueurs juifs et la musique jouée en ouverture (en 1934) est l'Hatikva, l'hymne officiel du mouvement sioniste », selon le quotidien Le Monde mais elle a concouru à enraciner le football dans les diverses communautés. 
Aussi bien la Fédération d'Israël de football que la Fédération de Palestine de football comptabilisent les 5 matchs internationaux disputés par l'équipe de la PFA entre 1934 et 1940 dans l'historique de leurs matchs joués.

### L'équipe de Palestine

#### Les débuts
L'Histoire de l'équipe de football palestinien « arabe » commence véritablement en 1946, à l'occasion d'un match contre l'équipe de Syrie de football mais la guerre de 1948-1949 va casser cette dynamique. Une équipe nationale palestinienne va mettre du temps à se reconstituer. La Fédération palestinienne de football est créée, en exil, en 1962.
Ce n'est qu'en octobre 1993, après l'accord israélo-palestinien, que l'équipe palestinienne va pouvoir jouer son premier match international d'envergure depuis 1993 à Jéricho, face au Variétés Club de France comptant notamment Michel Platini, Alain Giresse, Jean Tigana. La Fédération palestinienne de football n'est reconnue par la FIFA qu'en 1998, après la création de l'Autorité palestinienne. Dès 1999, elle gagne une médaille de bronze aux Jeux panarabes de Jordanie.

#### Difficultés rencontrées
La seconde Intifada déclenchée en 2000 va ralentir la renaissance du football palestinien qui va multiplier les entraîneurs et souffrir des difficultés financières.
Le 26 octobre 2008, le match joué contre l'équipe de Jordanie de football (résultat 1-1) était « le premier match international que la Palestine va pouvoir jouer à domicile, en face de son public, et qui plus est à Jérusalem ! », selon les propos de son entraîneur Ezzat Hamzeh.
La dernière rencontre à domicile, également contre la Jordanie, remonte à 1997, jouée dans le stade de Jéricho, mais l'équipe palestinienne n'était alors pas encore membre de la FIFA. Pour les matchs de qualifications du Mondial de 2006, l'équipe jouait ses matchs à domicile à Doha, mais certains joueurs palestiniens étaient interdits de sortie par les autorités israéliennes.
En octobre 2010, le président du CIO Jacques Rogge s'est rendu en Cisjordanie, où les joueurs lui ont rapporté les entraves à la circulation dont ils sont victimes dans les territoires ou lors des matches à l'étranger ou les rétentions par Israël de matériel sportif pour « raisons de sécurité »,.
Elle est l'une des rares équipes de football à avoir pu disputer un match contre l'équipe du Vatican.
Ramzi Saleh - Abdelatif Bahdari, Haytham Dheeb, Raed Fares - Abdullah Jaber, Imad Zatara, Khader Yousef, Ashraf Nu'man - Murad Ismail Said, Abdelhamid Abuhabib, Hilal Musa

#### Le premier succès international
En mai 2014, quelques mois avant la Coupe d'Asie, la Palestine participe à la cinquième édition de l'AFC Challenge Cup, disputée aux Maldives. L'enjeu est énorme puisque le vainqueur est automatiquement qualifié pour la phase finale de la Coupe d'Asie des nations 2015. Les Lions de Canaan, toujours emmenés par Jamal Mahmoud, réussissent un excellent parcours dans la compétition. Après avoir terminé en tête de leur poule du premier tour, devant le Maldives, ils balaient l'Afghanistan 2 à 0 en demi-finale avant de s'imposer, face aux Philippins en finale. Ce succès leur permet de s'assurer une place en phase finale continentale. C'est également le tout premier titre obtenu par l'équipe nationale masculine.
Un mois après, l'équipe se classe à la 94e place du classement FIFA, son meilleur classement à ce jour, après treize années de progression depuis la 191e place en août 1999. Cela est particulièrement remarquable pour une équipe qui ne dispose pas d'installations à domicile, jouant la plupart du temps dans la capitale du Qatar, Doha, et s'entraînant dans la ville égyptienne d'Ismailia.

#### La Coupe d'Asie des nations 2015
Encadrés dans le groupe D du tournoi continental disputé en Australie, en compagnie du Japon, de la Jordanie et de l'Irak, les Palestiniens payent le manque d'expérience dans ce genre de compétition et s'inclinent lors de leurs trois matches de poule (0-4, 1-5 et 0-2 respectivement). Le seul but du tournoi est marqué par Jaka Ihbeisheh, à la 84e minute, face à la Jordanie.

## Joueurs les plus sélectionnés et meilleurs buteurs
| Joueurs les plus sélectionnés                                                                         | Joueurs les plus sélectionnés | Joueurs les plus sélectionnés |
| --- | ----------------------------- | ----------------------------- |
| Joueur                                                                                                | Carrière                      | Sélections                    |
| Saeb Jendeya                                                                                          | 1998-2009                     | 70                            |
| Abdelatif Al-Bahdari                                                                                  | 2005-                         | 62                            |
| Tamer Seyam                                                                                           | 2014-                         | 36                            |
| Ramzi Saleh                                                                                           | 2001-                         | 31                            |
| Meilleurs buteurs                                                                                     |                               |                               |
| Joueur                                                                                                | Carrière                      | Buts                          |
| Fahed Attal                                                                                           | 2005-                         | 14                            |
| Ashraf Nu'man                                                                                         | 2009-                         | 14                            |
| Ziyad Al Kord                                                                                         | 1998-2006                     | 10                            |
| Murad Alyan                                                                                           | 2011-                         | 7                             |
| Ismail Al-Amour                                                                                       | 2005-                         | 7                             |
| Abdelhamid Abuhabib                                                                                   | 2011-                         | 6                             |
| Tamer Seyam                                                                                           | 2014-                         | 5                             |
| Mohammed Al-Jeish                                                                                     | 1999-2002                     | 5                             |
| Ahmed Keshkesh                                                                                        | 2004-                         | 5                             |
| Fadi Lafi                                                                                             | 1998-                         | 5                             |
| Tayseer Amer                                                                                          | 2002-2008                     | 4                             |
| Dernière mise à jour : après Palestine-Philippines du 30/05/2014 En gras les joueurs toujours actifs. |                               |                               |

## Résultats

### Palmarès
| Compétition internationales                                 | Compétitions régionales                           | Trophées divers                                                  |
| ----------------------------------------------------------- | ------------------------------------------------- | ---------------------------------------------------------------- |
| - AFC Challenge Cup (4 participations) : - Vainqueur : 2014 | - Jeux panarabes (6 participations) : - 3e : 1999 | - Coupe de la paix - Philippines (1 participation) : - 3e : 2014 |

### Parcours en Coupe du monde
| Année | Position     |      | Année             | Position |                   | Année | Position |
| 1930  | Non inscrite | 1974 | Non inscrite      | 2010     | Tour préliminaire |       |          |
| 1934  | Non inscrite | 1978 | Non inscrite      | 2014     | Tour préliminaire |       |          |
| 1938  | Non inscrite | 1982 | Non inscrite      | 2018     | Tour préliminaire |       |          |
| 1950  | Non inscrite | 1986 | Non inscrite      | 2022     | Tour préliminaire |       |          |
| 1954  | Non inscrite | 1990 | Non inscrite      | 2026     | Tour préliminaire |       |          |
| 1958  | Non inscrite | 1994 | Non inscrite      | 2030     | À venir           |       |          |
| 1962  | Non inscrite | 1998 | Non inscrite      | 2034     | À venir           |       |          |
| 1966  | Non inscrite | 2002 | Tour préliminaire |          |                   |       |          |
| 1970  | Non inscrite | 2006 | Tour préliminaire |          |                   |       |          |

### Parcours en Coupe d'Asie des nations
| Année | Position     |      | Année             | Position          |                     | Année | Position |
| 1956  | Non inscrite | 1984 | Non inscrite      | 2011              | Tour préliminaire   |       |          |
| 1960  | Non inscrite | 1988 | Non inscrite      | 2015              | 1er tour            |       |          |
| 1964  | Non inscrite | 1992 | Non inscrite      | 2019              | 1er tour            |       |          |
| 1968  | Non inscrite | 1996 | Non inscrite      | 2023              | Huitièmes de finale |       |          |
| 1972  | Non inscrite | 2000 | Tour préliminaire | 2027              | Qualifiée           |       |          |
| 1976  | Non inscrite | 2004 | Tour préliminaire |                   |                     |       |          |
| 1980  | Non inscrite |      | 2007              | Tour préliminaire |                     |       |          |

### Parcours au Championnat d'Asie de l'Ouest
| Année | Position |      | Année    | Position |
| 2000  | 1er tour | 2010 | 1er tour |          |
| 2002  | 1er tour | 2012 | 1er tour |          |
| 2004  | 1er tour | 2014 | 1er tour |          |
| 2007  | 1er tour | 2019 | 1er tour |          |
| 2008  | 1er tour |      |          |          |

### Parcours en AFC Challenge Cup
| Année | Position         |
| ----- | ---------------- |
| 2006  | Quarts de finale |
| 2008  | Forfait          |
| 2010  | 1er tour         |
| 2012  | 4e               |
| 2014  | Vainqueur        |

## Sélectionneurs

### Sélectionneurs du Mandat de Palestine
| Sélectionneur      | Période | Matchs | Gagnés | Nuls | Perdus | Gagnés % |
| ------------------ | ------- | ------ | ------ | ---- | ------ | -------- |
| Shimon Ratner (en) | 1934    | 2      | 0      | 0    | 2      | 0        |
| Egon Pollak (en)   | 1938    | 2      | 0      | 0    | 2      | 0        |
| Arthur Baar (en)   | 1940    | 1      | 1      | 0    | 0      | 100      |

### Sélectionneurs de la Palestine
Les sélectionneurs en italique ont assuré l'intérim. 
| Sélectionneur              | Période                   | Matchs | Gagnés | Nuls | Perdus | Bp | Bc | Gagnés % |
| -------------------------- | ------------------------- | ------ | ------ | ---- | ------ | -- | -- | -------- |
| Ricardo Carugati           | 1998                      | 3      | 0      | 1    | 2      | 3  | 6  | 0 %      |
| Azmi Nassar                | 1999-2000                 | 10     | 3      | 2    | 5      | 9  | 17 | 30 %     |
| Mansour Hamid El-Bouri     | 2000                      | 3      | 0      | 1    | 2      | 3  | 5  | 0 %      |
| Mustafa Abdel-Ghali Yacoub | 2001                      | 6      | 2      | 1    | 3      | 8  | 9  | 33,33 %  |
| Andrzej Wiśniewski         | 2002                      | 2      | 0      | 0    | 2      | 1  | 4  | 0 %      |
| Nicola Hadwa Shahwan       | 2002-2004                 | 11     | 0      | 5    | 6      | 11 | 23 | 0 %      |
| Alfred Riedl               | 2004                      | 9      | 2      | 3    | 4      | 13 | 16 | 22,22 %  |
| Azmi Nassar                | 2005-2007                 | 11     | 5      | 1    | 5      | 24 | 16 | 45,45 %  |
| Nelson Mores               | 2007                      | 1      | 0      | 0    | 1      | 0  | 4  | 0 %      |
| Izzat Hamza                | Juil. 2008-Juin 2009      | 5      | 0      | 3    | 2      | 3  | 7  | 0 %      |
| Jamal Daraghmeh            | Juil. 2009                | 3      | 0      | 0    | 3      | 1  | 10 | 0 %      |
| Moussa Bezaz               | Juil. 2009-Juin 2011      | 13     | 3      | 6    | 4      | 13 | 12 | 23,07 %  |
| Abdel-Nasser Barakat       | Août 2011                 | 1      | 0      | 0    | 1      | 1  | 4  | 0 %      |
| Jamal Mahmoud              | Nov. 2011-Sept. 2014      | 33     | 14     | 6    | 13     | 41 | 42 | 42,42 %  |
| Saeb Jendeya               | Sept. 2014-Oct. 2014      | 4      | 3      | 0    | 1      | 13 | 9  | 75 %     |
| Ahmed Al Hassan            | Oct. 2014-Mai 2015        | 7      | 1      | 1    | 5      | 4  | 15 | 14,28 %  |
| Abdel Nasser Barakat       | Mai 2015-2017             | 19     | 11     | 6    | 2      |    |    | 54,89 %  |
| Julio César Baldivieso     | 2017-2018                 | 2      | 0      | 1    | 1      |    |    | 0 %      |
| Noureddine Ould Ali        | 2018-2021                 | 33     | 12     | 10   | 11     |    |    | 33,36 %  |
| Makram Daboub              | 2021-déc. 2024            | 34     | 11     | 9    | 14     |    |    | 32,35 %  |
| Ehab Abu Jazar             | depuis le 3 décembre 2024 | 4      | 2      | 1    | 1      | 6  | 5  | 50 %     |

## Statistiques

### Classements FIFA
| Année              | 1998 | 1999 | 2000 | 2001 | 2002 | 2003 | 2004 | 2005 | 2006 | 2007 | 2008 | 2009 | 2010 | 2011 | 2012 | 2013 | 2014 | 2015 | 2016 | 2017 | 2018 | 2019 | 2020 | 2021 | 2022 | 2023 | 2024 |
| ------------------ | ---- | ---- | ---- | ---- | ---- | ---- | ---- | ---- | ---- | ---- | ---- | ---- | ---- | ---- | ---- | ---- | ---- | ---- | ---- | ---- | ---- | ---- | ---- | ---- | ---- | ---- | ---- |
| Classement mondial | 184  | 170  | 171  | 145  | 151  | 139  | 126  | 137  | 128  | 165  | 179  | 173  | 177  | 158  | 152  | 137  | 113  | 134  | 131  | 80   | 99   | 106  | 102  | 99   | 93   | 99   | 101  |
| Classement en Asie | 41   | 35   | 36   | 28   | 28   | 28   | 25   | 27   | 21   | 32   | 39   | 38   | 39   | 28   | 23   | 21   | 13   | 19   | 20   | 11   | 16   | 18   | 18   | 18   | 15   | 17   | 16   |

| Légende du classement mondial : Légende du classement asiatique : | - de 80 à 149 - de 1 à 15 | - de 150 à 199 - de 16 à 30 | - de 200 à 249 - de 31 à 49 |

### Classement FIFA
1. ↑  Classement mondial année par année :

« Classement du 23 déc. 1998 », sur fr.fifa.com (consulté le 28 janvier 2013)

« Classement du 22 déc. 1999 », sur fr.fifa.com (consulté le 28 janvier 2013)

« Classement du 20 déc. 2000 », sur fr.fifa.com (consulté le 28 janvier 2013)

« Classement du 19 déc. 2001 », sur fr.fifa.com (consulté le 28 janvier 2013)

« Classement du 18 déc. 2002 », sur fr.fifa.com (consulté le 28 janvier 2013)

« Classement du 15 déc. 2003 », sur fr.fifa.com (consulté le 28 janvier 2013)

« Classement du 20 déc. 2004 », sur fr.fifa.com (consulté le 28 janvier 2013)

« Classement du 16 déc. 2005 », sur fr.fifa.com (consulté le 28 janvier 2013)

« Classement du 18 déc. 2006 », sur fr.fifa.com (consulté le 28 janvier 2013)

« Classement du 17 déc. 2007 », sur fr.fifa.com (consulté le 28 janvier 2013)

« Classement du 17 déc. 2008 », sur fr.fifa.com (consulté le 28 janvier 2013)

« Classement du 16 déc. 2009 », sur fr.fifa.com (consulté le 28 janvier 2013)

« Classement du 15 déc. 2010 », sur fr.fifa.com (consulté le 28 janvier 2013)

« Classement du 21 déc. 2011 », sur fr.fifa.com (consulté le 28 janvier 2013)

« Classement du 19 déc. 2012 », sur fr.fifa.com (consulté le 28 janvier 2013)
2. ↑  Classement de la zone AFC :

« Classement du 23 déc. 1998 », sur fr.fifa.com (consulté le 28 janvier 2013)

« Classement du 22 déc. 1999 », sur fr.fifa.com (consulté le 28 janvier 2013)

« Classement du 20 déc. 2000 », sur fr.fifa.com (consulté le 28 janvier 2013)

« Classement du 19 déc. 2001 », sur fr.fifa.com (consulté le 28 janvier 2013)

« Classement du 18 déc. 2002 », sur fr.fifa.com (consulté le 28 janvier 2013)

« Classement du 15 déc. 2003 », sur fr.fifa.com (consulté le 28 janvier 2013)

« Classement du 20 déc. 2004 », sur fr.fifa.com (consulté le 28 janvier 2013)

« Classement du 16 déc. 2005 », sur fr.fifa.com (consulté le 28 janvier 2013)

« Classement du 18 déc. 2006 », sur fr.fifa.com (consulté le 28 janvier 2013)

« Classement du 17 déc. 2007 », sur fr.fifa.com (consulté le 28 janvier 2013)

« Classement du 17 déc. 2008 », sur fr.fifa.com (consulté le 28 janvier 2013)

« Classement du 16 déc. 2009 », sur fr.fifa.com (consulté le 28 janvier 2013)

« Classement du 15 déc. 2010 », sur fr.fifa.com (consulté le 28 janvier 2013)

« Classement du 21 déc. 2011 », sur fr.fifa.com (consulté le 28 janvier 2013)

« Classement du 19 déc. 2012 », sur fr.fifa.com (consulté le 28 janvier 2013)